# 伊万诺夫反应
伊万诺夫反应得名於發現者保加利亚化学家迪米塔尔·伊万诺夫·波波夫，指芳基乙酸与格氏试剂作用产生烯二醇二镁盐（伊万诺夫试剂），后者再与亲电试剂（如羰基化合物、卤代烃 或异氰酸酯）反应。
伊万诺夫试剂与醛反应的产物是β-羟基酸，类似于羟醛反应。此反应有立体选择性，主要生成anti-产物，可以通过齐默尔曼-特拉克斯勒六元环过渡态模型来解释。
反应动力学和机理研究：